# Oliva spicata
Oliva spicata is een slakkensoort uit de familie van de Olividae. De wetenschappelijke naam van de soort is voor het eerst geldig gepubliceerd in 1798 door Röding.

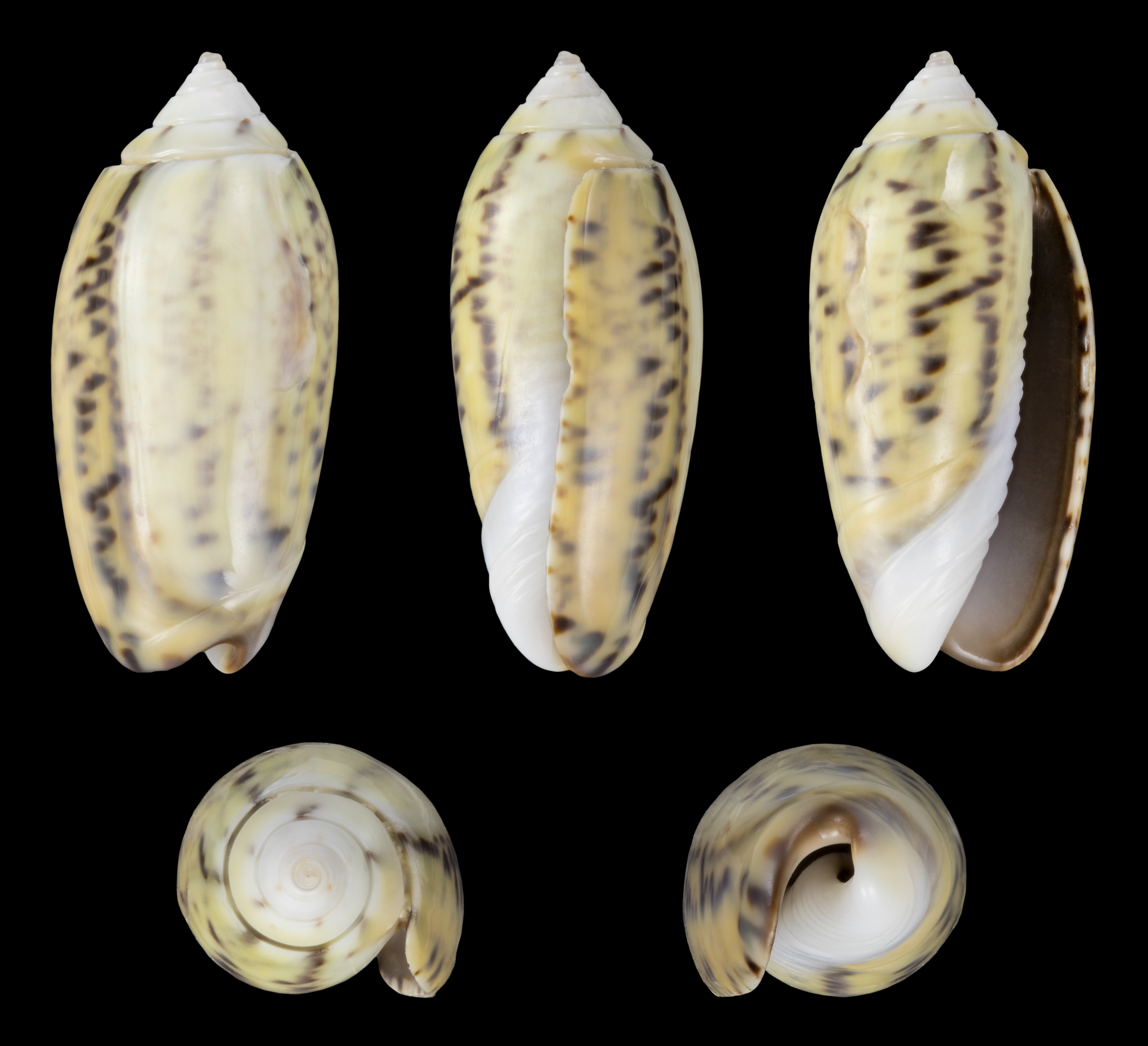
var. violacea